# 大阪動植物海洋専門学校
大阪動植物海洋専門学校（おおさかどうしょくぶつかいようせんもんがっこう、英: Osaka Animal Plants Ocean College）は、大阪府大阪市大正区にある専修学校。学校法人則天学園が運営する。

## 概要
動物・植物・海洋生物に関することを学ぶ専修学校である。将来の志望職種や対象とする生物物によってさらに細かい学科・コースに分かれている。
各学科・コースではそれぞれ、ペットショップ経営者・従業員、トリマー、犬の訓練士、海洋動物のトレーナー、水族館、養殖場、植物園等の職員など、動植物海洋関連の職種を志望する学生を対象とした教育をおこなっている。

## 沿革
- 1988年4月 - 大阪生物工学専門学校として開校
- 1996年4月 - 日本海洋科学専門学校に改称
- 2006年4月 - 大阪アニマル&オーシャン専門学校に改称
- 2008年4月 - 現校名となる

## 学科
- 水生生物学科
  - 水生生物コース・・・主な就職先　水族館　ふれあい施設　ダイビングショップ　ネイチャーガイド
  - 水産増殖コース・・・主な就職先　養殖場　水産加工場　産地市場　遊漁船
  - アクアライフコース・・・主な就職先　アクアリウムショップ　ハ虫類ショップ　総合ペット　水槽メンテナンス業　観賞魚輸入卸問屋

- 動物飼育看護学科
  - 動物飼育コース・・・主な就職先　動物園　サファリパーク　動物保護施設　牧場　ペットショップ　アニマルトレーナー
  - 動物看護コース・・・主な就職先　動物医療施設　動物保護施設　動物ふれあい施設　老犬ホーム　動物霊園

- ペットライフ学科
  - トリマーコース・・・主な就職先　ペットサロン　動物病院　ペットホテル　ペットショップ
  - 農業園芸ラボコース・・・主な就職先　植物園　ガーデンショップ　造園会社　卸市場

- 総合研究科：就職や目指す分野を1年間集中的に学びます。

## 交通
- JR大阪環状線・地下鉄長堀鶴見緑地線 大正駅から北東へ約300m（徒歩約3分）